# Aigrefeuille-d'Aunis
Aigrefeuille-d'Aunis je naselje in občina v zahodnem francoskem departmaju Charente-Maritime regije Poitou-Charentes. Leta 2008 je naselje imelo 3.631 prebivalcev.

## Geografija
Kraj se nahaja v pokrajini Aunis ob reki Virson 25 km vzhodno od središča departmaja La Rochelle.

## Uprava
Aigrefeuille-d'Aunis je sedež istoimenskega kantona, v katerega so poleg njegove vključene še občine Ardillières, Ballon, Bouhet, Chambon, Ciré-d'Aunis, Forges, Landrais, Thairé, Le Thou in Virson z 13.000 prebivalci.
Kanton Aigrefeuille-d'Aunis je sestavni del okrožja Rochefort.

## Zanimivosti
- cerkev sv. Štefana iz 12. stoletja.